# Kanton Bourgneuf-en-Retz
Der Kanton Bourgneuf-en-Retz war bis 2015 ein französischer Wahlkreis im Arrondissement Saint-Nazaire, im Département Loire-Atlantique und in der Region Pays de la Loire; sein Hauptort war Bourgneuf-en-Retz. Letzter Vertreter im Generalrat des Départements war von 1982 bis 2015 Jean-Raymond Audion (UMP).

## Gemeinden
Der Kanton Bourgneuf-en-Retz umfasste sechs Gemeinden:
| Gemeinde                  | Bretonisch        | Einwohner (2012) | Fläche (km²) | Code postal | Code Insee |
| ------------------------- | ----------------- | ---------------- | ------------ | ----------- | ---------- |
| La Bernerie-en-Retz       | Kerverner-Raez    | 2603             | 6,08         | 44760       | 44012      |
| Bourgneuf-en-Retz         | Bourc'hnevez-Raez | 3504             | 53,19        | 44580       | 44021      |
| Chéméré                   | Keverieg          | 2436             | 37,31        | 44680       | 44040      |
| Fresnay-en-Retz           | Onnod-Raez        | 1249             | 20,49        | 44580       | 44059      |
| Les Moutiers-en-Retz      | Mousterioù-Raez   | 1421             | 9,57         | 44580       | 44106      |
| Saint-Hilaire-de-Chaléons | Sant-Eler-Kaleon  | 2075             | 34,98        | 44680       | 44164      |
| Kanton                    | Bourc'hnevez-Raez | 13.288           | 161,62       | –           | 4405       |